# مجمع نيقية الثاني
مجمع نيقية الثاني معترف به باعتباره آخر المجامع المسكونية السبعة الأولى من قبل الكنيسة الأرثوذكسية الشرقية والكنيسة الكاثوليكية الرومانية. بالإضافة إلى ذلك، يتم الاعتراف به أيضًا على هذا النحو من قبل الكاثوليك القدامى وغيرهم. وتتنوع الآراء البروتستانتية عليه.
أقيم في عام 787م في نيقية (موقع المجمع الأول في نيقية؛ إزنيق اليوم في تركيا) لاستعادة استخدام وتبجيل الأيقونات (أو الصور المقدسة)، والتي تم قمعها من قبل المرسوم الإمبراطوري، داخل الإمبراطورية البيزنطية خلال عهد ليو الثالث (717-741). ابنه، قسطنطين الخامس (741-775)، أقام مجمع هييرية ليجعل قمع الأيقونات رسمياً.

## مزيد من الإطلاع
- Mendham, John, tr. The seventh general council, the second of Nicaea, held A.D. 787, in which the worship of images was established with copious notes from the "Caroline books", compiled by order of Charlemagne for its confutation, London, W.E. Painter, 1850.
- Concilium Universale Nicaenum Secundum. Concilium actiones I-III, ed. Erich Lambertz (Acta Conciliorum Oecumenicorum 2,3,1), Berlin, New York 2008. (ردمك 978-3-11-019002-1)978-3-11-019002-1 Edition with introduction in the sources.